# Karátsonyi-kastély
A bánlaki Karátsonyi-kastély műemlék épület Romániában, Temes megyében. A romániai műemlékek jegyzékében a  TM-II-a-A-06177 sorszámon szerepel.